# جيل برايس
جيل برايس (بالإنجليزية: Jill Price)‏ هي كاتِبة أمريكية، ولدت في 30 ديسمبر 1965 في نيويورك في الولايات المتحدة.